# Lago Geistsee
O Lago Geistsee É um lago localizado em Längenbühl no Cantão de Berna, Suíça. Apresenta uma superfície de 0,95 ha. O lago é propriedade privada e não acessível ao público.